# Sarcaulus vestitus
Sarcaulus vestitus es una especie de planta con flor en la familia Sapotaceae. 
Es endémica de Brasil. 
Está amenazada por pérdida de hábitat. 